# 야마구치 단기대학
야마규치 단기대학은 일본의 남녀공학 단기대학이다.

## 개관

### 대학전체
- 야마구치단기대학은야마구치현호후시에 있는 사립단기대학. 학교법인산양전파학원에따라1967년、야마구치공업다기대학으로써 설치되었다. 학교체제는1학과와1학과2전공으로 되어있다. 현재의 데잔은 학교법인제2아소학원이다.

## 연혁
- 1967년 학교법인산양전파학원 야마구치공업단기대학（やまぐちこうぎょうたんきだいがく）으로 개교 이하의 2개의 학과를 두었다.
  - 전기통신과：재적자수는105명（여학생수14）[1]
  - 전자공학과：재적자수는54명（여학생수2）[1]
- 1967년11월 학교법인산양전파학원을 학교법인야마구치학원으로 법인명변경
- 1968년3월 야마구치교인육성소를 개교, 유아교육과를 설치
- 1969년2월 야마구치교인육성소를 야마구치교인 보모(保母)육성소로 교명변경인허
- 1969년12월 야마구치공업단기대학의 전기통신과를 통신공업과로 개칭인허
- 1976년4월 산양고등전파학원으로부터의 모집정지
- 1978년2월 학교법인야마구치학원을 학교법인제2아소학원으로 법인 변경,야마구치공업대학을 야마구치단기대학으로 법인면 변경
- 1979년4월 야마구치단기대학의 통신공학과 모집정지
- 1979년9월 산양공등전파학교를 패교
- 1981년1월 야마구치단기대학교에 아동교국학과(초등교육학전공・유아교육학전공)의 설치인허
- 1981년3월 통신공학과 폐지[2]
- 1981년4월 야마구치단기대학의 아동교육학과 (초등교육학전공・유아교육학전공)을 설치 (학생수：남54、여73[3])
- 1983년 전자공학과는 이하의 코스를 개설
  - 정보처리 코스
  - 정보전자 코스
- 1987년4월 야마구치교인보모양성소를 야마구치단기대학의 아동교육학과 유아교육전공으로 통합하고, 모집 중지
- 1988년 전자공학과를 전자정보학과로 개칭, 학과내에 이하의 코스를 설치
  - 정보처리 코스
  - 전자정보 코스
- 1990년 아동교육학과의 각 전공에 이하의 코스를 설치
  - 초등교육학전공
    - 교인양성 코스
    - 교인정보 코스

  - 유아교육학전공
    - 보육 코스
    - 유아정보 코스
- 1991년 전자정보학과에 이하의 코스를 설치
  - OA정보 코스
- 1994년 전자정보학과와 아동교육학과에 이하의 코를 설치
  - 전자정보학과
    - 이학(理学)교육 코스

  - 아동교육학과（초등교육학전공・유아교육학전공）
    - 국제문화 코스
- 1996년 각학과에 이하의 코스를 설치
  - 아동교육학과 초등교육학전공
    - 정보교육 비지네스 코스
    - 국제문화 세크레터리 코스

  - 아동교육학과 유아교육학전공
    - 사회복지 레크리에이션 코스
    - 국제 레저 문화 코스

  - 전자정보학과
    - OA시스템 코스
    - 정보 시스템 코스
    - 전자정보 코스
    - 이과교육 코스
- 2005년2월 야마구치단기대학의 전자정보학과를 정보메디어학과로 학과명칭변경 신청
- 2006년4월 전자정보학과를 정보메디어학과로 변경
- 2007년3월 야마구치단기대학의 전자정보학과를 폐지
- 2012년 정보메디어학과에 이하의 코스를 설치
  - IT기술 코스
  - IT메디어 코스
- 2013년 정보메디어학과
  - 이과면허취득 코스

## 기초 데이터

### 소재지
- 山口県防府市大字台道1346-2(야마구치현 호후시 오오아자 다이도 1346-2)

### 교통편
- JR산양본선대도역하차。

## 대외관계

### 자매교
- 한림성심대학교 - 한국

### 부속교
- 야마구치단기대학히로시마부속유치원 - 히로시마
- 야마구치단기대학부속유치원 - 야마구치현

### 계열교
- 큐슈정보대학（학교법인아소교육학원）
- 후쿠오카교인양성소（학교법인아소학원）
- 동명관중・고등학교（학교법인동명관학원）
- 아소학원초등학교（학교법인아소생학원）

등의 후쿠오카현내 중심으로 유치원 14곳

## 부속학교
- 야마구치단기대학부속유치원
- 야마구치단기대학부속히로시마유치원

## 같이 보기
- 단기대학의 일람
- 지정보육사양성시설
- 아소학원
- 아소후쿠오카단기대학：규슈정보대학의 전신(前身)교

## 참고 문헌
- 『전국대학총람』
- 『일본의사립단기대학』（일본사립단기대학협회발행：1980년）
- 『진학연감(年鑑)』（『시대(私大)』시리즈 별책）
- 『전국단기대학고등전문대학일람』（문부소고등교육국기술교육과 감수）
- 『단기대학교육』제49호（일본사립단기대학협회발행：1992년）
- 『단대형설(蛍雪)』（전국단대&전수・각종학과수험연감(年鑑)시리즈오문사）
- 『전국단기대학수험요람』（광윤사）
- 『전국단기대학안내』（교학사）
- 『전국단기대학수험안내』（아키후미사）
- 『전국단기대학안내』（정동서원）
- 『단대형설(蛍雪)』（2000년5월임시증간오문사）
- 『야마구치단기대학』：입학안내소책자